# مدرسه متوسطه واسا
مدرسه متوسطه واسا (فنلاندی: Vaasan lyseon lukio) یک مدرسه متوسطه است که در مرکز واسا واقع شده است. این مدرسه تقریباً ۸۰۰ دانش‌آموز و ۵۰ معلم دارد.

## تاریخچه دبیرستان واسا
- در سال ۱۸۸۰، دبیرستان پسرانه فنلاندی واسا (فنلاندی: Vaasan suomalainen poikalyseo) به عنوان اولین مدرسه فنلاندی زبان در اوستروبوتنیای جنوبی، با مدیریت الیئل لون، فعالیت خود را آغاز کرد.
- یک دبیرستان دخترانه نیز در سال ۱۸۹۰ تأسیس شد.
- در سال ۱۹۷۳ یک مدرسه شبانه در این مدرسه تأسیس شد.
- دبیرستان اونکیلاهتی (فنلاندی: Onkilahden lukio) (مدرسه مشترک اونکیلاهتی (فنلاندی: Onkilahden yhteiskoulu) که در سال ۱۹۵۷ تأسیس شد) در سال ۱۹۹۴ با مدرسه متوسطه واسا (فنلاندی: Vaasan lyseon lukio) ادغام شد.
- در همان سال، مدرسه شبانه (فنلاندی: iltalinjan) به مدرسه بزرگسالان دبیرستان واسا (فنلاندی: Vaasan lyseon lukion aikuislinja) تغییر نام داد.
- مدرسه مشترک واسا (فنلاندی: (Vaasan yhteiskoulu که در سال ۱۹۲۳ تأسیس شد) و دبیرستان کرکوپوئیستیکو (فنلاندی: Kirkkopuistikon lukio) (مدرسه دخترانه فنلاندی واسا (فنلاندی: Vaasan suomalainen tyttökoulu) که در سال ۱۸۹۱ تأسیس شد) با هم ادغام شده و به مدرسه مشترک واسا (فنلاندی: Vaasan yhteislukio) تغییر نام دادند.
- مدرسه متوسطه واسا (فنلاندی: Vaasan lyseon lukio) و مدرسه مشترک واسا (فنلاندی: Vaasa Yhteislyukio) در سال ۲۰۰۶ ادغام شدند و مدرسه متوسطه واسا (فنلاندی: Vaasan lyseon lukio) را تشکیل دادند.

مدرسه در دو ساختمان کار می کند: 
- Vaasanpuistikko 8 (معمار: یوهان یاکوب آرنبرگ ۱۸۹۸)
- Kirkkopuistikko 27 (معمار: آلفرد ویلهلم استنفورس ۱۹۰۹).

## بین‌المللی بودن
مدرسه متوسطه واسا، به عنوان یکی از مدارس یونسکو، به آموزش بین‌المللی متعهد است. این مدرسه چندین پروژه بین‌المللی، از جمله سفرهای هنری و فرهنگی به ایتالیا، انگلستان، یونان، فرانسه، سوئیس و فرانسه، و همچنین فعالیت‌های خواهرخواندگی مدرسه با کیل آلمان را سازماندهی می‌کند.

## همکاری
در صورت تمایل، دانش‌آموزان مدرسه متوسطه واسا می‌توانند در برنامه‌های تحصیلی خود از سایر مؤسسات آموزشی نیز دروسی را بگذرانند: دانشگاه واسا، دانشگاه تابستانی، دانشگاه علوم کاربردی واسا، کالج کارگران واسا و سایر مؤسسات آموزش متوسطه. مدرسه متوسطه واسا، دانشگاه علوم کاربردی واسا و دانشگاه واسا یک توافق‌نامه همکاری امضا کرده‌اند که تضمین می‌کند دانش‌آموزان مدرسه متوسطه واسا در طول سال‌های دبیرستان خود فرصت‌های بهتری برای گذراندن دوره‌های دانشگاهی دارند. این دانشگاه دوره‌هایی را به دانش‌آموزان دبیرستانی ارائه می‌دهد که از ترکیب ریاضی-علوم طبیعی و زبان-علوم واقعی پشتیبانی می‌کنند.